# The Smithereens
The Smithereens is een Amerikaanse rockband uit Carteret, New Jersey. De band werd in 1980 gevormd met de leden Pat DiNizio (zang en gitaar), Jim Babjak (gitaar en zang), Mike Mesaros (basgitaar en zang) en Dennis Diken (drums en percussie). Deze oorspronkelijke bezetting duurde tot 2006, toen Mesaros de band verliet en Severo Jornacion de basgitaar overnam tot de terugkeer van Mesaros in 2016. Na het overlijden van DiNizio in 2017 zette de band live optredens voort als trio (Babjak, Mesaros en Diken) met verschillende gastvocalisten. De band is misschien het best bekend voor een reeks hits eind jaren 1980 tot midden jaren 1990, waaronder Only a Memory, A Girl Like You en Too Much Passion. The Smithereens hebben samengewerkt met tal van muzikanten, zowel in de studio (Belinda Carlisle, Julian Lennon, Lou Reed, Suzanne Vega) als live (Graham Parker en The Kinks). De naam van de band komt van een Yosemite Sam-slogan: Varmint, I'm a-gonna blow you to smithereens!

## Bezetting
Huidige bezetting
- Jim Babjak (leadgitaar, achtergrondzang, 1980–heden)
- Dennis Diken (drums, percussie, achtergrondzang, 1980–heden)
- Mike Mesaros (basgitaar, achtergrondzang, 1980-2005, 2016, 2017–heden)

Voormalige leden
- Pat DiNizio (leadzang, ritmegitaar, 1980-2017)
- Severo 'The Thrilla' Jornacion (basgitaar, achtergrondzang, 2005-2017)

## Geschiedenis
Babjak, Diken en Mesaros komen allemaal uit Carteret, New Jersey en studeerden in 1975 af aan de Carteret High School. In 1980 formeerden ze de band met DiNizio, die uit Scotch Plains, New Jersey kwam. DiNizio had een advertentie geplaatst in The Aquarian Weekly op zoek naar een drummer om te helpen met een demo-tape. Diken beantwoordde het en introduceerde later ook zijn klasgenoten Babjak en Mesaros. The Smithereens staan bekend om het schrijven en spelen van pakkende, door de jaren 1960 beïnvloede powerpop. De groep kreeg publiciteit toen de single Blood and Roses van hun eerste album werd opgenomen op de soundtrack van Dangerously Close en de videoclip kreeg een matige airplay op MTV. Blood and Roses was ook te zien in het tv-programma Miami Vice uit de jaren 1980 tijdens de aflevering The Savage (voor het eerst uitgezonden op 6 februari 1987).
Samen met een basis rootsrock-geluid aan de oostkust dat veel te danken had aan muzikanten die DiNizio inspireerden, waaronder The Who, The Clash, Elvis Costello en Nick Lowe, gebruikten The Smithereens een unieke retro-obsessie met mod, de late Britse Invasie-pop van John's Children en The Move en andere artefacten uit de jaren 1950 en 1960, die de muziek inhoud gaven. Maar DiNizio heeft verklaard dat zijn grootste invloed Buddy Holly is. Evenzo waren The Who en The Kinks grote invloeden op Babjak en Diken. De titel en tekst van hun song In a Lonely Place lijken te zijn gebaseerd op de Humphrey Bogart-film uit 1950. De titel en het artwork voor het album 11 waren een knipoog naar de oorspronkelijke film Ocean's 11 uit 1960. The Smithereens speelden zichzelf en werden gekenmerkt als entertainment in het indoor beachpartycircuit van de Troma film Class of Nuke 'Em High, met het nummer Much Too Much. De soundtrack van de film werd pas in 2014 uitgebracht.
De hoogste positie die een Smithereens-album behaalde in de Billboard-hitlijsten was in 1990, toen 11 piekte op #41 op grond van de single A Girl Like You, die #38 bereikte. A Girl Like You was oorspronkelijk geschreven als titelnummer voor de Cameron Crowe-film Say Anything. De basisnummers voor hun meest recente studioalbum 2011 met origineel materiaal, werden begin oktober 2010 opgenomen en het album werd uitgebracht op 5 april 2011. The Smithereens waren de laatste band die in oktober 2012 optrad in de legendarische nachtclub Kenny's Castaways in Bleecker Street in Greenwich Village, New York. In juni 2013 toerden The Smithereens als ondersteuning voor Tom Petty and the Heartbreakers. De oorspronkelijke bassist Mike Mesaros herenigde zich in 2016 en 2017 met de band voor geselecteerde uitvoeringen en bleef in 2018 toeren door het heden. DiNizio overleed op 12 december 2017 op 62-jarige leeftijd in Scotch Plains, New Jersey. Volgens bandleden ging zijn gezondheid achteruit na een reeks problemen die in 2015 begonnen, wat resulteerde in zenuwbeschadiging die het gebruik van zijn rechterhand en arm beperkte.
De overlevende leden van de band, waaronder Mesaros, traden op 13 januari 2018 samen op als The Smithereens in een eerbetoon aan DiNizio in het Count Basie Theatre in Red Bank (New Jersey). In een vijf uur durend concert werd de band vergezeld door Steven Van Zandt, Dave Davies, Ted Leo, Robin Wilson, Lenny Kaye, Southside Johnny, Marshall Crenshaw, Bebe Buell, Richard Barone, Tony Shanahan, Graham Maby, Freedy Johnston, John Jorgenson, Peter Zaremba, Keith Streng, producent Ed Stasium, Andy Burton en verschillende andere muzikanten. De Pat DiNizio Musical Performance Scholarship werd opgericht aan de Count Basie's Performing Arts Academy.
In 2018 besloten Babjak, Diken en Mesaros de muzikale erfenis van de band voort te zetten en te toeren met verschillende gastvocalisten, waaronder Marshall Crenshaw en Robin Wilson van de Gin Blossoms, die afzonderlijk de zangtaken overnamen bij concerten in de Verenigde Staten, inclusief shows in New York, Chicago, Massachusetts, Colorado en Virginia. Op 25 mei 2018 bracht de band Covers uit bij Sunset Blvd Records, met 22 van de favoriete nummers van de band, voor het eerst opgenomen door andere artiesten. De cd bevat rariteiten uit de kluis en enkele niet eerder uitgebrachte nummers. Op 16 november 2018 werden The Smithereens genomineerd voor inductie in de New Jersey Hall of Fame, Performing Arts Category, Class of 2018. 2019 markeert het 39e aaneengesloten jaar van The Smithereens als band.

## Discografie

### Singles
- 1986:	Blood and Roses
- 1986: Behind the Wall of Sleep
- 1986: In a Lonely Place
- 1987:	Strangers When We Meet
- 1988:	Only a Memory
- 1988: House We Used to Live In
- 1988: Drown in My Own Tears
- 1989:	A Girl Like You
- 1990:	Blues Before and After
- 1990: Yesterday Girl
- 1990: Blue Period (met Belinda Carlisle)
- 1991:	Top of the Pops
- 1991: Tell Me When Did Things Go So Wrong
- 1991: Too Much Passion
- 1991: Girl in Room 12 (radio promo)
- 1992:	Get a Hold of My Heart (radio promo)
- 1992: Rudolph, the Red Nosed Reindeer (radio promo)
- 1994:	Miles From Nowhere
- 1994: Sick Of Seattle (radio promo)
- 1994: Everything I Have Is Blue (Gtr. Mix) (radio promo)
- 1994: Time Won't Let Me (van de Motion Picture Timecop)
- 1998:	Downbound Train
- 1999:	She's Got a Way (radio promo)
- 2011:	Sorry
- 2011: One Look At You

### Studioalbums
- 1986: Especially for You (Enigma Records, Capitol Records)
- 1988: Green Thoughts (Enigma Records, Capitol Records)
- 1989: 11 (Enigma Records, Capitol Records)
- 1991: Blow Up (Capitol Records)
- 1994: A Date with The Smithereens, (RCA Records, Sony BMG)
- 1999: God Save The Smithereens, (Velvel Records, Koch Records)
- 2007: Meet The Smithereens!, (Koch Records)
- 2007: Christmas with The Smithereens, (Koch Records)
- 2008: B-Sides The Beatles, (Koch Records)
- 2009: The Smithereens Play Tommy, (eOne Music)
- 2011: 2011, (eOne Music)
- 2014: The Smithereens Play The Beatles Washington, D.C. February 11, 1964 Concert, (geen label)

### Ep's
- 1980: Girls About Town (D-Tone Records)
- 1983: Beauty and Sadness (Little Ricky Records, Enigma Records, Capitol Records)

### Livealbums
- 1988: Live (Restless Records)
- 2005: Instant Live: Music Midtown Festival Atlanta, GA 5/1/04 (Instant Live Recordings)
- 2006: Extended Versions (Sony BMG)
- 2008: Live in Concert! Greatest Hits and More (Koch Records)

### Compilaties
- 1995: Blown to Smithereens: Best of The Smithereens (Capitol Records)
- 1995: Attack of The Smithereens (Capitol Records)
- 1997: The Best of The Smithereens (EMI Music, Capitol Records)
- 2004: From Jersey It Came! The Smithereens Anthology (Capitol Records)
- 2010: Greatest Hits...Revisited (geen label)
- 2016: Especially for You - 30th Anniversary (geen label)
- 2018: Covers (Sunset Blvd Records)

### Soundtracks en andere optredens
- 1986: The East Coast 60's Rock & Roll Experiment (Performance) – Hang 'Em High (Hang Ten High)
- 1986: Dangerously Close (Original Motion Picture Soundtrack) (Enigma) – Blood and Roses, Some Other Guy
- 1987: Burglar (Original Motion Picture Soundtrack) (MCA Records) – Some Other Guy
- 1987: I Was a Teenage Zombie (Original Motion Picture Soundtrack) (Capitol) – Time and Time Again
- 1988: Under the Boardwalk (Original Motion Picture Soundtrack) (Enigma) – Blood and Roses
- 1992: Encino Man (Original Motion Picture Soundtrack) (Hollywood Records) – Wooly Bully
- 1994: Timecop (Original Motion Picture Soundtrack) (RCA Records) – Time Won't Let Me (not included on soundtrack album)
- 1994: Fast Track to Nowhere: Songs from the Showtime Original Series Rebel Highway (A&M Records) – The Stroll
- 1994: Brace Yourself! A Tribute to Otis Blackwell, (Shanachie Records) – Let's Talk About Us
- 1995: Resurrection of the Warlock - A Tribute to Marc Bolan & T-Rex, (The Old School Records) – The Slider
- 1993: Classic Rockin' Christmas, (Koch) – Rudolph, The Red-Nosed Reindeer
- 1997: One Step Up / Two Steps Back: The Songs of Bruce Springsteen, (The Right Stuff Records) – Downbound Train
- 1997: Romy and Michele's High School Reunion (Original Motion Picture Soundtrack), (Hollywood) – Blood and Roses
- 1999: Boys Don't Cry (Original Motion Picture Soundtrack), (Koch) – She's Got a Way
- 1999: Burnzy's Last Call (Original Motion Picture Soundtrack), (Ripe & Ready/Cellsum Records) – I Don't Want to Look Into the Mirror
- 2002: A Tribute to the King, (Capitol) – Don't Be Cruel (Live)
- 2003: Songs from the Material World: A Tribute to George Harrison, (Koch) – I Want To Tell You
- 2004: Harold & Kumar Go to White Castle (Original Motion Picture Soundtrack), (Razor & Tie) – White Castle Blues
- 2005: Rockin' Christmas, (Sony BMG) – Waking Up on Christmas Morning
- 2007: The Sandinista! Project - A Tribute to the Clash, (00:02:59 Records) – Up in Heaven (Not Only Here)
- 2014: Class of Nuke 'Em High (Original Motion Picture Soundtrack) (Ship to Shore PhonoCo.) – Much Too Much